# Syzygium brevioperculatum
Syzygium brevioperculatum är en myrtenväxtart som beskrevs av J.W.Dawson. Syzygium brevioperculatum ingår i släktet Syzygium och familjen myrtenväxter. Inga underarter finns listade i Catalogue of Life.